# Прва савезна лига Југославије у фудбалу 1958/59.

Прва савезна лига Југославије била је највиши ранг фудбалског такмичења у Југославији 1958/59. године и 31. сезона по реду у којој се организовало првенство Југославије у фудбалу. Шампион је постала Црвена звезда из Београда, освојивши своју пету шампионску титулу. Из лиге су испали сарајевски Жељезничар и скопски Вардар.

## Учесници првенства
У фудбалском првенство Југославије у сезони 1958/59. је учествовало укупно 12 тимова, од којих су 4 са простора НР Србије, 3 из НР Хрватске, 3 из НР Босне и Херцеговине и по 1 из НР Црне Горе и из НР Македоније.
- Будућност, Титоград
- Вардар, Скопље
- Вележ, Мостар
- Војводина, Нови Сад
- Динамо, Загреб
- Жељезничар, Сарајево
- Партизан, Београд
- Раднички, Београд
- Ријека
- ФК Сарајево
- Хајдук, Сплит
- Црвена звезда, Београд

## Табела
| Место | Клуб          | мечева | победа | нерешених | пораза | дати голови | примљени голови | гол разлика | бодова |
| ----- | ------------- | ------ | ------ | --------- | ------ | ----------- | --------------- | ----------- | ------ |
| 1     | Црвена звезда | 22     | 14     | 3         | 5      | 50          | 19              | +31         | 31     |
| 2     | Партизан      | 22     | 14     | 3         | 5      | 39          | 29              | +10         | 31     |
| 3     | Војводина     | 22     | 13     | 4         | 5      | 47          | 22              | +25         | 30     |
| 4     | Раднички      | 22     | 9      | 4         | 9      | 35          | 27              | +8          | 22     |
| 5     | Динамо        | 22     | 9      | 4         | 9      | 35          | 28              | +7          | 22     |
| 6     | Вележ         | 22     | 10     | 2         | 10     | 35          | 38              | -3          | 22     |
| 7     | Хајдук        | 22     | 7      | 7         | 8      | 33          | 35              | -2          | 21     |
| 8     | Ријека        | 22     | 8      | 4         | 10     | 29          | 44              | -15         | 20     |
| 9     | Будућност     | 22     | 7      | 5         | 10     | 25          | 41              | -16         | 19     |
| 10    | Сарајево      | 22     | 7      | 4         | 11     | 25          | 36              | -11         | 18     |
| 11    | Жељезничар    | 22     | 7      | 3         | 12     | 26          | 35              | -9          | 17     |
| 12    | Вардар        | 22     | 4      | 3         | 15     | 23          | 47              | -24         | 11     |
| -     | ОФК Београд   | -      | -      | -         | -      | -           | -               | -           | -      |
| -     | Слобода Тузла | -      | -      | -         | -      | -           | -               | -           | -      |

Најбољи стрелац првенства био је Бора Костић (Црвена звезда) са 25 голова.

## Освајач лиге
Црвена звезда
| Првак Југославије у фудбалу 1958/59. |
| ------------------------------------ |
| Црвена звезда 5. титула              |